# Roberto Moya
Roberto Saturnino Moya Sandoval (L'Avana, 11 febbraio 1965 – Valencia, 21 maggio 2020) è stato un discobolo cubano naturalizzato spagnolo, medaglia di bronzo alle Olimpiadi di Barcellona 1992.
Dal 2001 aveva acquisito la nazionalità spagnola.

## Palmarès
| Anno | Manifestazione      | Sede          | Evento           | Risultato | Misura  | Note |
| ---- | ------------------- | ------------- | ---------------- | --------- | ------- | ---- |
| 1989 | Universiadi         | Duisburg      | Lancio del disco | Bronzo    | 63,78 m |      |
| 1991 | Giochi panamericani | L'Avana       | Lancio del disco | Argento   | 63,92 m |      |
| 1991 | Mondiali            | Tokyo         | Lancio del disco | 8º        | 61,44 m |      |
| 1992 | Olimpiadi           | Barcellona    | Lancio del disco | Bronzo    | 64,12 m |      |
| 1993 | Mondiali            | Stoccarda     | Lancio del disco | 17º       | 60,10 m |      |
| 1995 | Giochi panamericani | Mar del Plata | Lancio del disco | Oro       | 63,58 m |      |
| 1995 | Mondiali            | Göteborg      | Lancio del disco | 31º       | 57,58 m |      |
| 1996 | Olimpiadi           | Atlanta       | Lancio del disco | 22º       | 59,22 m |      |